# Mine de Fort Union
La mine de Fort Union est une mine à ciel ouvert de charbon située au Wyoming aux États-Unis.